# فايز الخيبري
فايز الخيبري (مواليد 13 أبريل 1990) هو لاعب كرة قدم سعودي .

## مسيرة اللاعب
كانت بدايته مع الأنصار أعاره الأنصار في عام 2010 إلى النادي الأهلي وفي عام 2014 انتقل إلى الفيصلي ولكنه لم يكمل انتقاله وعاد إلى الأنصار عام 2016 و لعب معهم موسمين وانتقل إلى نادي الحجاز في عام 2018 .

## الحياة الشخصية
فايز هو شقيق اللاعب فواز الخيبري.